# RuneQuest
RuneQuest és un joc de rol de fantasia publicat per primer cop el 1978 per Chaosium, creat per Steve Perrin i ambientat al món mític Glorantha de Greg Stafford. RuneQuest era notable pel seu sistema de joc original, basat en el dau percentil i una implementació primerenca de la mecànica d'habilitats. N'hi ha hagut diverses versions; avui dia la més recent és RuneQuest 6, publicada per The Design Mechanism el juliol de 2012.
Els anys 80, a la Gran Bretanya es va designar RuneQuest com un dels 'Big Three' ("Tres Grans") –els tres jocs de rol més venuts–, juntament amb Traveller i Dungeons & Dragons.